# Chlorkautschuk
Chlorkautschuk ist eine nicht ganz exakte Bezeichnung, weil es sich bei dieser Art von Polymeren um thermoplastische Materialien und nicht, wie der Name vermuten ließe, um Elastomere handelt.
Genauer ist der englische Ausdruck Chlorinated Rubber (CAS-Nummer: 9006-03-5), der – wenn auch mehrdeutig – gleich das Herstellungsverfahren im Namen „beinhaltet“: in chlorierten Kohlenwasserstoffen als Lösungsmittel werden vornehmlich C-C-doppelbindungshaltige Polymere wie Natur- oder Synthesekautschuke, z. B. Polybutadien, Polyisopren mit Chlor zur Reaktion gebracht. Dabei werden sowohl Chloratome an die Doppelbindungen addiert als auch Wasserstoffatome unter Chlorwasserstoff-Abspaltung substituiert.
Der Chlorgehalt kann nach Reaktion ca. 65 Gewichts-% vom Polymer ausmachen. Die mittlere molare Masse liegt im Bereich zwischen 50.000 und 350.000 g/mol. Durch die Chlorierung verlieren die Kautschuke ihren Elastomercharakter und werden zu thermoplastischen Kunststoffen. Hierbei geschehen auf molekularer Ebene gravierende Änderungen. Bei der Chlorierung von Polyisopren entstehen durch Kettenbruch und Rekombination in Abständen von etwa 2 Monomereinheiten 6-Ringstrukturen entlang der Polymerkette. Die Mehrzahl der sekundären und tertiären Kohlenstoffatome ist dabei mit jeweils einem Chloratom verbunden. Das Lösungsmittel aus dem Herstellverfahren wird anschließend vom Chlorkautschuk abgetrennt und zurückgewonnen.

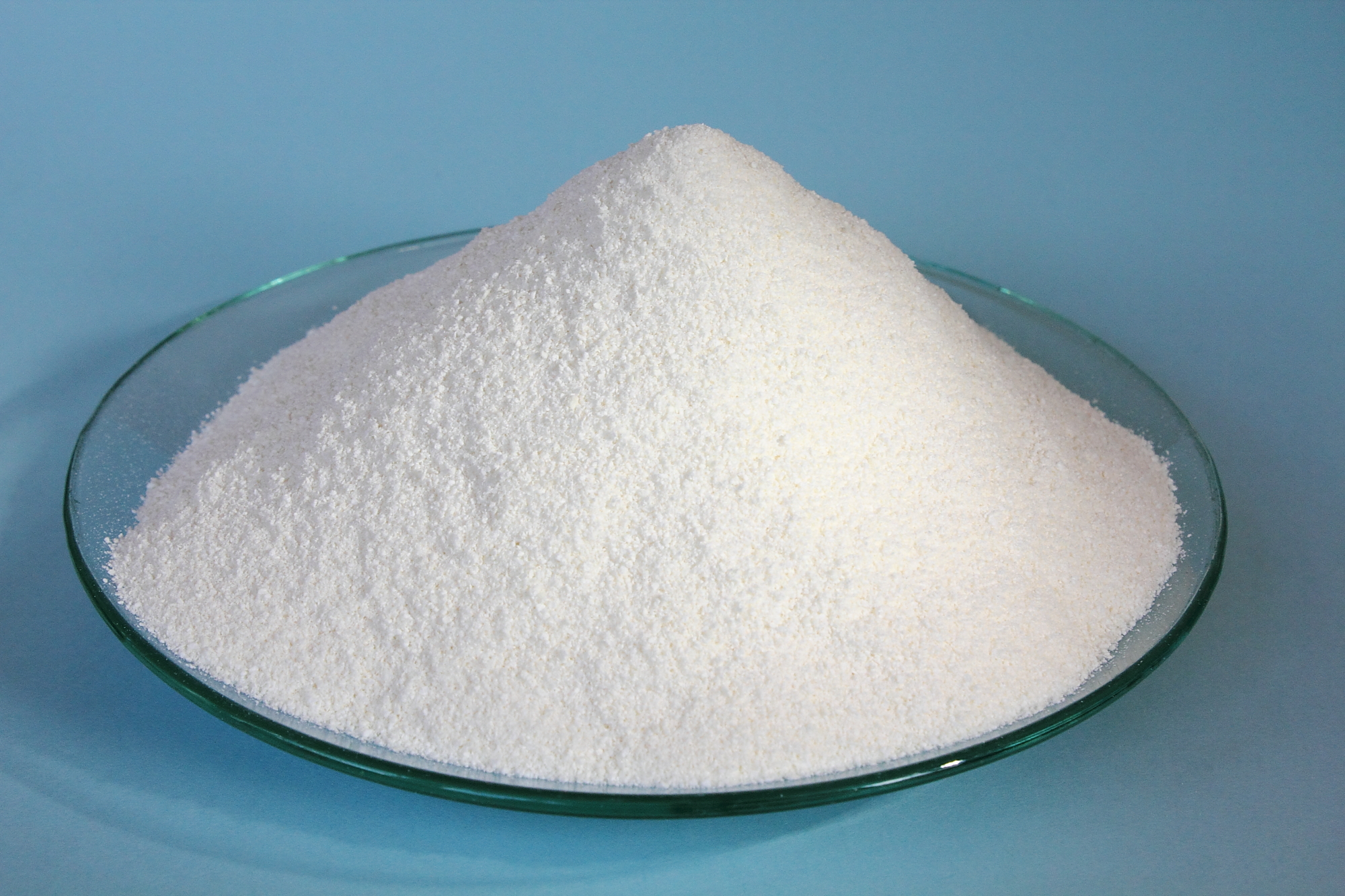
Lieferform von Chlorkautschuk

Die Handelsform ist ein feinteiliges, weißes bis gelbliches Pulver. Die Dichte liegt im Bereich von 1,5 g/cm3. Die Entfernung der eingesetzten chlorierten Lösungsmittel muss sehr gründlich geschehen, da signifikante Restmengen von z. B. Tetrachlormethan sich für eine Vermarktung aufgrund der Giftigkeit verbieten.

## Hersteller
Während noch in den 1980er Jahren noch einige bekannte Produkte unterschiedlicher Produzenten zu finden waren, hat die Zahl der Hersteller in den letzten zwei Jahrzehnten wegen der hohen Gehalte im einstelligen Prozentbereich an Tetrachlormethan rapide abgenommen. Moderne Produkte entsprechend dem Stand der Technik haben deshalb einen sehr niedrigen Gehalt an Tetrachlormethan von gleich oder geringer als 0,005 %. Bekannt sind Chlorkautschuke besonders im europäischen Raum unter der Bezeichnung Pergut .

## Anwendungen
Löslich ist Chlorkautschuk in aromatischen Lösungsmitteln, chlorierten Kohlenwasserstoffen, diversen Estern und einigen Weichmachern. Chlorkautschuk ist dem Kunststoff PVC nicht unähnlich. Wegen der niedrigen Wasserdampfdurchlässigkeit, der guten Beständigkeit gegen tiefe und hohe Temperaturen, gegen Feuchtigkeit, Säuren, Salze und Laugen wird Chlorkautschuk als Bindemittel für Lacke und Anstriche im schweren Korrosionsschutz, für Straßenmarkierungsfarben, auf Beton (auch Schwimmbäder) sowie für Druckfarben und Klebstoffe, besonders in Kombination mit Polychloropren eingesetzt. Üblicherweise werden in Beschichtungen Chlorkautschuk und Weichmacher im Verhältnis 2:1 eingesetzt. U. a. findet Chlorkautschuk als Haftverbesserer für Gummi-Metallverbindungen bei der Vulkanisation Verwendung.